# سازند سیاهو
سازند سیاهو از سازندهای زمین‌شناسی ایران در زاگرس با سن اردویسین است. این سازند شامل ردیف‌هایی از جنس شیل و ماسه‌سنگ است که برش الگوی آن در تنگ زکین کوه فراقون در فاصله ۶۵ کیلومتری شمال بندرعباس مطالعه شده‌است.
سازند سیاهو در برش الگو با ۸۰۷ متر ضخامت از ماسه‌سنگ‌دانه‌درشت و قلوه‌دار و دارای ساخت‌های رسوبی موج‌نقش و لایه‌بندی متقاطع آغاز شده و با توالی تقریباً همگن از شیل‌های سیلتی میکادار و سنگ‌آهک‌های قهوه‌ای فسیل‌دار ادامه می‌یابد. در محل برش الگو، مرز پایینی این سازند مشخص نیست ولی در دیگر نقاط مانند ارتفاعات لرستان و خوزستان، این مرز سازند زردکوه است. مرز بالایی سازند سیاهو، یک دگرشیبی فرسایشی است.